# Симонов, Михаил Захарьевич
Михаил Захарьевич Симонов (27.09.1906, Телави, Тифлисская губерния, — 23.12.1986, Ереван) — советский учёный в области бетона и железобетона, доктор технических наук (1954), профессор (1954), член-корреспондент АН Армянской ССР (1956), заслуженный деятель науки и техники Армянской ССР (1966), лауреат Сталинской премии 1952 года. Член КПСС с 1945 г.
Окончил Тбилисский политехнический институт, строительный факультет(1931).
В 1927—1929 гг. техник на строительстве хлебзавода. С 1929 по декабрь 1941 г. в Закавказском институте сооружений (будущий ГрузНИИЭГС): лаборант, младший и старший научный сотрудник, с 1933 г. руководитель сектора бетона и железобетона. В 1936 году совместно с Г. Б. Кармановым разработал многопустотные панели перекрытий «Симкар».
С декабря 1941 по апрель 1944 года — на строительстве объекта оборонного значения.
С 1944 года до конца жизни работал в Армянском научно-исследовательском институте строительства и архитектуры (1943—1974 — Институт строительных материалов и конструкций), с 1945 по 1949 и с 1953 по 1955 год — директор, с 1945 года — заведующий сектором (лабораторией) бетона и конструкций.
Старший научный сотрудник (1935). Кандидат технических наук (1941). Доктор технических наук (1954), профессор (1954), член-корреспондент АН Армянской ССР (1956).
Сталинская премия 1952 года (в составе авторского коллектива) — за разработку и внедрение в строительство гидротехнических и промышленных сооружений метода вакуумирования бетона.
Награждён двумя орденами Трудового Красного Знамени, орденами Красной Звезды, «Знак Почёта», почётной грамотой Академии наук Армянской ССР.
Сын — Симонян Арег Михайлович, доктор технических наук, профессор, автор 120 научных публикаций в области механики твердого деформируемого тела.
Сочинения:
- Гажа и ее применение [Текст] / Инж. М. З. Симонов. - Тифлис : [б. и.], 1936. - V, 76 с.; 22 см. - (НКТП СССР-Главстройпром. Закавказский институт сооружений. ЗИС; Вып. 22).
- Исследование некоторых особенностей бетона и железобетона на пористых заполнителях : легкий бетон как материал для железобетонных конструкций : диссертация ... доктора технических наук : 05.00.00. - Ереван, 1952. - 464 с. : ил.
- Новые типы и методы изготовления бетонных и железобетонных изделий [Текст] / Канд. техн. наук М. З. Симонов. - Москва : изд. и тип. Стройиздата во Владимире, 1950. - 128 с. : ил.; 22 см.
- Fertigteile aus Stahlbeton, Typen und Herstellungsmethoden [Текст] / Von M. S. Simonow. - Berlin : Technik, 1952. - 157 с. : ил.; 24 см.
- Бетон и железобетон на пористых заполнителях [Текст] / М. З. Симонов, лауреат Сталинской премии д-р техн. наук проф. - Москва : Гос. изд-во лит. по строительству и архитектуре, 1955. - 256 с. : ил.; 23 см.
- Nové způsoby výroby betonových prefabrikátů [Текст] / M. Z. Simonov ; Přel. ing. J. Vepřek. - Praha : Průmyslové vyd-ví, 1952. - 112 s. : il.; 21 см.
- Beton- és vasbetonelemek új típusai és új gyártási módszerel [Текст] / M. Z. Szimonov ; Ford. Czigány Gyuláné ; Építésügyi minisztérium műszaki főosztálya. - Budapest : Építőipari könyv- és lapkiadó, 1952. - 131 с. : ил.; 20 см.
- Основы технологии легких бетонов [Текст] / М. З. Симонов, засл. деят. науки и техники АрмССР, чл.-кор. АН АрмССР, д-р техн. наук, проф., лауреат Гос. премии СССР. - Москва : Стройиздат, 1973. - 584 с. : ил.; 21 см.